# Compluvium

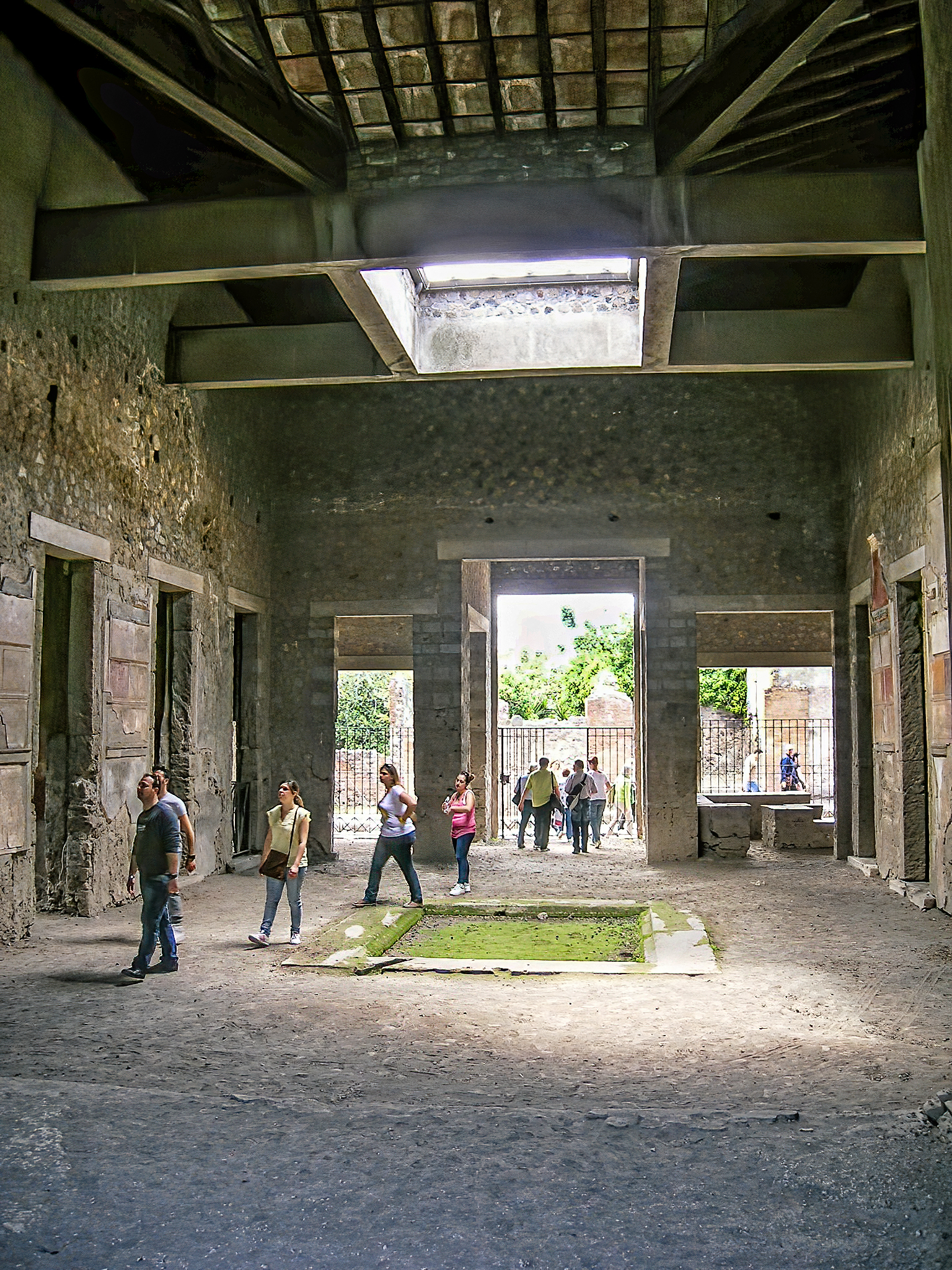
Compluvium im Atrium der Casa de Sallustio in Pompeji

Das Compluvium (lat. com- ‚zusammen-‘, pluvia ‚Regen‘) ist ein offenes Oberlicht im Dach des antiken Atriums, eines Raums in einem Wohnhaus des italischen Typs.
Das Compluvium ist als rechteckige Öffnung üblicherweise in der Mitte der Decke des Atriums eingelassen. Es dient zum einen der Belichtung des Atriums, das oft keine Außenwände und daher auch keine regulären Fenster aufweist. Zum anderen ermöglicht es den Einlass von Regenwasser, das in dem darunterliegenden Impluvium aufgefangen und von dort in eine Zisterne weitergeleitet wird.
Um die eingefangene Wassermenge zu erhöhen, sind die umliegenden Dachflächen bei der am weitesten verbreiteten Bauweise, dem „Atrium impluviatum“, nach innen geneigt, so dass die vier Dachtraufen die Oberkante der Dachöffnung bilden und somit das gesamte auf den Dachflächen auftreffende Wasser durch das Compluvium in das Impluvium geleitet wird.